# アンチャーテッド 砂漠に眠るアトランティス
『アンチャーテッド 砂漠に眠るアトランティス』（アンチャーテッド さばくにねむるアトランティス、Uncharted 3: Drake's Deception）は、ノーティードッグが開発し、ソニー・コンピュータエンタテインメント(SCE)より2011年11月2日に発売されたアンチャーテッドシリーズ第3弾となるPlayStation 3 および PlayStation 4専用アクションアドベンチャーゲーム。略称は『アンチャ3』と『UC3』。

## 概要
“2009年度AIASゲーム・オブ・ザ・イヤー”（現：DICEアワード）など、数々のアワードを受賞して世界的に大ヒットとなった『黄金刀と消えた船団』の続編。初公表されたのは2010年12月9日の『エンターテインメント・ウィークリー』にて掲載されたときであった。アメリカでは発売前から高い人気度を得ており、ファーストフードチェーンのSUBWAYとのコラボキャンペーンや、ケーブルテレビ局の本作をモチーフとしたテレビ番組の放送などが行われた。
6月7日のE3でのソニーカンファレンスでは初めてゲームプレイが披露され、6月28日から2週間にかけて北米で実施されたマルチプレイヤーオープンベータテストがは150万人以上が参加した。日本でのテレビCMではハリソン・フォードが出演し、吹き替えの声優として夏木マリが参加している。9月に開催された東京ゲームショウ2011ではソニーブースに本作の試遊台が置かれ、マルチプレイヤーモードの魅力を伝えた。
初日での世界出荷数は380万本を超えるミリオンセラーであり、アメリカのゲーム関連情報サイトIGNの評価では10点満点を叩き出している。MetacriticとGameRankingsでそれぞれ平均92%と91.76%の評価を得ており、2011年発売で最も評価の高いゲームの一つである。2016年5月には、続編の『アンチャーテッド 海賊王と最後の秘宝』が発売された。

## ゲーム内容
シングルプレイモードでプレイヤーが操るのは、海洋冒険家「フランシス・ドレイク」の子孫を自称するプロのトレジャーハンター「ネイサン・ドレイク」（愛称：ネイト）。ネイトは相棒サリーとともに、幻の古代都市「砂漠のアトランティス」を探しに世界中を飛び回る冒険に出る。古代都市に隠された秘密を解明するうちにネイトは、歴史の闇に潜んできた秘密結社と対峙する事になってしまう。
ゲームは主に探検や銃撃戦、謎解きで構成されており、シリーズ最大の特徴は「プレイする映画」をキャッチコピーとする、ゲームとシームレスに展開する映画のような演出とストーリーである。
本作では、20年前の少年時代のネイトが登場し、サリーとの出会いに触れられる。物語はロンドンのバーでの、ある秘密結社との交渉の食い違いから始まり、その秘密結社を追ううちに、ネイトが長年追い求めてきた真実の手がかりとなるものを見つける。宝探しの冒険に出ることを決意するネイトとその仲間は、想像もしなかった過酷で危険な体験をすることとなってしまう。

## マルチプレイ
マルチプレイでは、インターネットを介した最大10人までのオンライン対戦が可能である。オンライン対戦専用のステージでは、プレイヤーが2チームに分かれて“偶像”を奪い合う“宝探し”や、制限時間内のキル数を競う“デスマッチ”などの多彩なルールで対戦できる。また、最大3人での、敵の攻撃に耐える“サバイバル”や、オリジナルマップを攻略する“ミニミッション”などの協力プレイも楽しめる。
またオフラインの画面分割で協力プレイができる。そして、ボイスチャットを利用したほかのプレイヤーとのコミュニケーションやフレンド同士でのパーティー結成なども可能。このほか、オンライン対戦時に使用するキャラクターの選択や、ゲームで獲得したポイントで入手できるスキルなども用意されている。
オンラインマルチプレイは、太平洋時間の2019年9月3日をもって終了した。

## システム
本シリーズのシステムは、3DアクションとTPSの要素を組み合わせたものであり、ジャンプ、泳ぐ、つかむ、登る、飛び越る、ロープを使うなどのアクションを駆使して進めていく。ステージには武装した敵兵がおり、銃撃戦やステルスキル等で倒すことができる。武器の種類は豊富であるが、一度に持つことができるのはピストル1つとライフル1つ、グレネード4つだけである。これらの武器は、あらかじめマップに置いてあるものを拾ったり、倒した敵が落とした武器を拾うことによって補充することができる。アイテムはほとんど存在せず、武器なども落ちているものを拾うので購入する必要もない。

## 開発
本作も米SCEのノーティードッグが開発を担当している。前作『黄金刀と消えた船団』の世界的大ヒットが本作を開発するきっかけだという。本シリーズの大きな魅力であるリアルなグラフィックはノーティードッグ独自開発のエンジンが実現している。また、開発にはモーションキャプチャー技術が活用されており、体の動きや顔の表現など、キャラクターにリアルで自然な動きが生み出されている。

## ストーリー
主人公ネイサン・ドレイク（愛称:ネイト）は、自身が先祖と自称する海洋冒険家・フランシス・ドレイクも探した、莫大な富が眠っているとされる幻の古代都市『砂漠のアトランティス』を求め、相棒のサリーとともに、再び世界中を飛び回る冒険へと飛び立つ。
その旅を阻むのは、秘密結社を率いる冷酷な指導者・マーロウとその側近・タルボット。ネイトたちは砂漠のアトランティスの秘密をめぐり、一大組織と戦うことになってしまう。そして、古代都市に隠された秘密を解明した時、ネイトはこれまでない危険に直面し、彼自身の持つ力のすべてを試されることになる。

## チャプター
ロンドン
1 - イースト・エンド流の歓迎
コロンビア（カルタヘナ）（ネイトの少年時代）
2 - 偉業を成すのも小さな一歩から
3 - 小さな侵入者
ロンドン
4 - 追跡
5 - ロンドンの地下
フランス（古城）
6 - 古城
7 - 闇にうごめく恐怖
シリア（城砦）
8 - 城砦
9 - 混乱のはじまり
イエメン（市街地、遺跡）
10 - 歴史のお勉強
11 - 上の如く、下も然り
イエメン（港、豪華客船）
12 - 海賊稼業
13 - 荒海
14 - 傷だらけのクルージング
15 - 泳ぐか、沈むか
イエメン（空港、輸送機）
16 - 一回限りの勝負
17 - 潜入
ルブアルハリ砂漠
18 - 空虚なるルブアルハリ
19 - 砂の集落
20 - キャラバンを追って
砂漠のアトランティス
21 - 砂漠のアトランティス
22 - 起きて夢を見る者

## 登場人物

### ネイト一行
ネイサン・ドレイク（Nathan Drake）
声 - 東地宏樹（若年期：池松壮亮）
本作の主人公で、プロのトレジャーハンター。愛称は「ネイト」。海洋冒険家「フランシス・ドレイク」の子孫を自称しており、首に下げたリングはその遺品（本作ではリングの入手経緯も判明する）。リングには「偉業も小さな一歩から」というドレイクの格言が彫られており、ネイトのモットーとなっている。
考古学の豊富な知識と優れた洞察力を持ち、わずかな手掛かりから謎を紐解く。性格は皮肉屋だがユーモアに溢れ、危険な状況でも軽口をたたく余裕を失わない。また、身体能力が非常に高く、険しい場所も軽い身のこなしで登っていく卓越したクライミング技術を持っている。さらに、銃火器の扱いや格闘術、飛行機や水上バイクなどの乗り物の操縦にも長けている。
前作の後にエレナと交際を始め、一度はペアリングをするほど親密な関係になったが、価値観の違いから別れてしまった模様。
エレナ・フィッシャー（Elena Fisher）
声 - 永島由子
本作のヒロイン。かつてアドベンチャー番組「アンチャーテッド」の司会を務めていたが、現在はフリージャーナリストとして世界中を飛び回っている。頭脳明晰な美女で、古代建築などの知識が豊富である。性格は明るく奔放で、少々頑固なところがある。ネイトに引けを取らないほどの行動力を持っており、女性でありながらも銃の扱いや乗り物の操縦にも長けている。ネイトの良きパートナーとして数々の活躍を見せてきた。
前作の後にネイトと交際を始め、一度はペアリングをするほど親密な関係になったが、価値観の違いから別れてしまった模様。
ヴィクター・サリバン（Victor Sullivan）
声 - 千葉繁
ネイトの相棒で、ベテランのトレジャーハンター。愛称は「サリー」。ネイトにトレジャーハンティングの技術を教えた師匠でもある。多方面に多額の負債を抱えており、金には少々汚い。話術に長けており、未だに若い女性を口説くこともある。現在は力仕事などは若いネイトに任せているが、冒険家としての腕や知識は衰えていない。
幾度も命の危険を共にしたネイトとエレナには親心にも似た感情が芽生え始めており、一見無関心を装っているが、本心では二人にヨリを戻して欲しいと思っている。

### 協力者
クロエ・フレイザー（Chloe Frazer）
声 - 勝生真沙子
女性冒険家にして、男勝りのトレジャーハンター。ネイトとは以前付き合っていた。情報収集や策略を企てるのが得意。その美しさとは裏腹に、どんな環境下でも動じない精神力を持ち、怖いもの知らずで衝動的な性格。本作ではネイトの冒険に協力する。
チャーリー・カッター（Charlie Cutter）
声 - 石塚運昇
秘密結社に雇われたトレジャーハンター。雇い主のマーロウに高く買われているほどの行動力を持つが、閉所恐怖症という一面も持つ。
実はネイト達とは以前から付き合いがあり、情報を手に入れる為にマーロウを騙して近づき、一芝居打っていた。歴史にも詳しく、ネイトに匹敵する知識と洞察力と身体能力を持っている。また、重要事項はしっかりメモを取るなど、かなりのやり手。負けず嫌いでもある。
サリーム（Salim）
声 - 遠藤大輔
ルブアルハリ砂漠に眠る古代都市「円柱のイラーム」を護り続ける部族の長にして、勇敢な戦士。マーロウらの秘密結社からイラームの奥に隠された重大な秘密を守るためにネイトに協力する。

### 敵対者
キャサリン・マーロウ（Katherine Marlowe）
声 - 夏木マリ
ネイト達の前に立ち塞がる秘密結社のマダムボス。サリーの元恋人。圧倒的な経済力を持ち、美しく年を重ねたその容姿とささやく言葉で周囲を巧みに操る。しかし、その見た目からは想像もつかない冷酷さと支配欲を備え持つ。ネイトとサリーの過去を知る数少ない人物。
マーロウが率いる秘密結社の起源はフランシス・ドレイクが仕えたエリサベス一世の時代まで遡る。オカルトめいた儀式、陰謀を画策してきたと囁かれるが歴史の表舞台には決して現れない謎の組織である。
タルボット（Talbot）
声 - 山路和弘
マーロウの側近。秘密結社のナンバー2で、組織とマーロウへ崇拝とも思えるほどの忠誠を誓っている。組織の屈強なエージェントたちで構成された実動部隊を統括するリーダーでもあるため、その身体能力は高く、銃やナイフの扱いに長ける。また、特殊な幻覚剤入りの銃弾を携行しており、それを使った上で巧みな話術を用いて相手を洗脳・尋問するなど、一見すると紳士的に装っているが、実際はマーロウ以上に冷酷かつ卑劣な性格。
ラムセス（Rameses）
声 - 稲葉実
秘密結社に金で雇われた、アラビア海を根城に活動する海賊団のリーダー。陽気な言葉の裏側には残忍さを見せる。

## 武器
アンチャーテッドシリーズでは、意図的に名称を変更した上で実在する多種多様な武器が登場する。

### ピストル
セミオートピストル
- .45 ディフェンダー

初期装備武器。ゲーム序盤から登場。入手しやすく数発で軽装備の敵を倒せる為、初期武器としては扱いやすい。装弾数の少なさと反動が大きいのが弱点。今作でもクロエの愛用するものにはスライドにドクロと赤い花びらの模様が入っている。
- Silenced Pistol

初期装備武器。ゲーム序盤から登場。シリーズを通して登場した92FS-9mmにサイレンサー（サプレッサー）を装備したもの。射撃時の反動が少なく、軽装備の敵を2発で倒せ、何より発砲音が無いので比較的扱いやすい武器。短所は装弾数の少なさと、その用途から扱える場面はごく一部に限定される。これが登場する関係上からかサプレッサー非装着型の92FS-9mmは本作では使用できない。
- Para 9

ゲーム中盤から登場。.45ディフェンダーと比べ、弱点だった反動と装弾数が改善されており.45ディフェンダーの上位武器として活躍する。本作における92FS-9mmの互換品といったところ。
フルオートピストル
- Arm Micro

ゲーム中盤から登場。威力は低いものの他の武器にはない圧倒的な連射性能がそれを補う。接近戦において特に威力を発揮する。弾の消費が激しく、フルオート射撃時の反動が大きいのが弱点。
- Raffica Pistol

ゲーム中盤から登場。3連射方式のピストルであり、Arm Microに比べれば射撃時の反動が少なく、一度の射撃で三発撃ち込めるため敵を素早く倒せやすい。装弾数がPara 9と同じであるため弾切れを起こしやすいのが弱点。
リボルバー
- Wes-44

ゲーム中盤から登場するシリーズお馴染みの銃。サリーは今作でも愛用する、ほぼ一撃で軽装備の敵を倒せる強力な武器。そのため反動が非常に大きく、Mag 5もあるせいか入手頻度は低い。
- Mag 5

ゲーム中盤以降〜終盤で登場。ほぼ一撃で軽装備の敵が倒せる強力な武器でありながら、銃身に備えたウェイトにより反動が少ない。Wes-44に比べると入手頻度は高いがそれでも低い。
- Tau Sniper

ゲーム中盤から登場。他のピストルにはない特徴としてスコープを標準装備しており、狙撃銃感覚で扱える。レーザーサイトを用いて狙ってくる敵が所持していることが多く、リボルバー式ピストルの中ではもっとも手に入れやすい。
ショットガンピストル
- Pistole

ショットガンの特性を備えたピストル。威力はショットガンそのものであり、接近戦では無類の強さを誇る。その特性から中距離では威力が極端に落ち、2発撃つごとにリロードが必要という弱点を持つ。ラムセスもこれを所持している。

### ライフル
アサルトライフル
- AK-47

ゲーム中盤から登場のシリーズお馴染みの銃。アサルトライフルの中で最も威力が高く、中盤から手に入る武器としてはバランスに優れ強力だが、反動が大きいためフルオート射撃には向いておらず、使いこなすには若干慣れが必要。G-MalやM9が手に入るまでの繋ぎとして活躍する
- M9

ゲーム終盤から登場。過去シリーズでお馴染みだったM4に相当。フルオート射撃の反動が少なく、AK-47やKAL7の上位武器として活躍する。
- G-Mal

ダットサイトを装備した3連射方式のアサルトライフル。フルオート射撃は出来ないものの、ダットサイトを用いた精密射撃が行なえ、3連射方式のため射撃時の反動が少ない、装弾数が多い、手に入れやすいなど全体的にバランスの取れた武器。
- KAL 7

ゲーム中盤から登場。AK-47を小さくしたモデル。威力はM9・G-Mal・FAL SSと同等、銃床が無いためか射撃時の反動が大きいため、使いこなすには若干慣れが必要。
- FAL SS

ダッドサイトを装備した1発連射方式のアサルトライフル。ダットサイトを用いた精密射撃が可能。オンライン、画面分割のみ登場する。
スナイパーライフル
- Dragon Sniper

長距離射撃特化のセミオート式スナイパーライフル。狙撃銃としては随一の高威力を誇る。
- T-Bolt Sniper

長距離射撃特化のボルトアクション式スナイパーライフル。威力と一発撃つごとに再装填が必要な手動装填式ながら次弾射撃までの間隔がセミオート式のDragon Sniperと遜色なく、狙撃銃としては随一の高性能を誇る。

### ショットガン
- Sawed Off Shotgun

古風な中折れ式ダブルバレルのショットガン。接近戦では無類の強さを誇る。連射性は高いものの、装弾数の少なさがそれを相殺してしまっている。その特性から遠距離射撃には不向き。
- SAS-12

現代的なポンプアクション式ショットガン。Sawed Off Shotgunと比べ装弾数と中距離までの威力低下が改善されているが、やはり遠距離射撃には不向き。

### 重火器
グレネードランチャー
- M32ハンマー

多連装グレネードランチャー。Mk-NDIグレネード並の威力があり、連続射撃が可能な強力な武器。短所は装弾数が少なく弾切れを起こしやすい、リロード速度が遅い、敵に直撃させないと跳ね返りにより爆風でよろけさせる程度に留まり、致命傷を与えられないといった制約がある。
ロケットランチャー
- RPG-7

他の武器を圧倒する最強の武器。一方でリロード速度が遅い、持てる弾数が極端に少ない（最大3発まで）といった制約がある。今作から敵を攻撃する以外にも特定イベントを進めるためにも使用するため、活躍する場面が多い。

### その他
機関銃
- PAK-80

ゲーム終盤で登場。固定銃座を除き唯一の機関銃。構えている間は移動速度が大幅に低下してしまうが、威力・装弾数・連射性能がそれを補うほどの強力な武器である。背中には背負えないため、他の武器に切り替える、格闘などを行うとその場に投げ捨てることになる。（再度拾うことは可能）また持ったままエリア移動はできない。
- 固定銃座

圧倒的な火力を誇り正面からの攻撃は防げるが背後ががら空きになる為後ろからの攻撃と接近されると弱い他、側面からの攻撃のにも無防備。ライフルを所持したままでも使用可能。
グレネード
- Mk-NDI

最大4つ持つことができる手榴弾。直撃すればどんな敵をも吹き飛ばしてしまう強力な武器だが、効果範囲は狭く、また投擲から爆発まで間があるため常にタイミングを計る必要がある。今作から敵が投擲してきた手榴弾を投げ返すことが可能になった。
アイテム
- シールド

防御用の盾。どんな銃撃でも防ぐが決して万能ではなく、使用中は移動速度が低下、扱える武器もピストルもしくはマシンピストルのみ、敵が投擲してきた手榴弾の爆風で簡単によろけてしまう、一定の銃撃を食らうと（強力な武器なら数発で）破損してしまうなど制約が多い。背中に背負う武器の代わりに背中に背負うことが可能。
- ガスボンベ

可燃性気化ガスが入ったタンク。撃つと爆発するため、攻撃用オブジェクトとして利用できる。自ら運んで任意の方向へ投げつけることも可能。
- アセンチレンタンク

撃つと一時的に転がってから爆発する。こちらはガスボンベと違い、運んだり投げたりは出来ない。

## マルチプレイ
マルチプレイヤーモードは協力プレイとオンライン対戦の2種がある。協力プレイのモードでは3人のプレイヤーが協力し合いながら出現する敵等(NPC)を倒す。対戦型のモードでは10人のプレイヤーが2チームに別れ、お互いに対戦する。相手に倒されると数秒後に復活でき、相手を倒していくとポイントを獲得し、ランクがレベルアップする。レベルアップすることで、武器強化、ブースターとメダルキックバック（後述）、キャラクタースキンやジェスチャーなどを解除していくことができる。

### 前作からの変更点
今作のより洗練されたマルチプレイヤーモードでは、ダッシュができるようになり、照準として、構えてなくても常に画面の中心に白い点が表示されるようになったり、マップ上の武器に近づくだけで弾薬の補充ができたりと、システムのあらゆる細かい点がマルチプレイ専用のつくりに適応された。画面分割もできるようになり、2人でオンラインに参加できるのに加え、オフラインでも協力型のマルチプレイができる。従来のブースターの他に、メダルキックバック（後述）も新たに搭載。ゲームモートとしては、「3チームデスマッチ」、「バトルロワイヤル」、「ハンターアリーナ」などが新しく搭載された。また、カスタムキャラクターも選べるようになり、帽子から靴の種類、肌色や声までカスタマイズが可能である。マッチメイク中など、プレイヤーが暇なときに飽きないための工夫として、メニュー画面右下には「アンチャーテッド TV」と呼ばれるビデオボックスも登場した。コミュニティより配信されるYouTube動画が再生される。マッチメイキングではPSNのフレンドだけではなくFacebookのフレンドともパーティーを組むことができる。“シネマ”では過去のマッチを動画撮影してそれをYouTubeを介してコミュニティと共有できる（詳細は後述）。

### 特有の目的
偶像運び・宝箱
宝探し、チーム目標マッチの「トレジャーハンター」や、協力プレイサバイバルの「ゴールデンラッシュ」、ハンターアリーナの主な目的として出される。“偶像”とは、高さ50cm程度の黄金でできた像のことである。マップ中に置いてある偶像を△ボタンで拾って指定された宝箱まで運ぶのだが、偶像を運んでいる最中は移動速度が下がり、ピストル以外の武器が使えなくなる。グレネードやガスボンベと同じように投げることが可能である。大きい段差から下がったり、ジャンプ、回避などのアクションをとると手放してしまう。（対戦プレイ中、メダル・キックバックにより"呪われた偶像"を入手可能。これを持ち歩いている間も上記のようになるが、一度手放すと呪いの煙を出してしまうため、再び手に取ろうとすると自滅する。）
テリトリー確保
チーム目標マッチの「独占」、「マスターバトル」、「テリトリー」や、協力プレイサバイバルの「サバイバトリー」の主な目的として出される。“テリトリー”とは、マップ中に出現する、幅10m程度の四角形の白い枠が囲むエリアのことである。プレイヤーが指定されたテリトリーの中に入ると、枠の色が緑に変化し、テリトリーを確保している状態になり、そのときのみキル数がカウントされたり、確保している時間がカウントされる。

### ゲームモード（ルール）

#### オンライン対戦
基本は5人対5人の対戦プレイ。プレイヤーはヒーローもしくはアウトローのいずれかのチームに加わり、与えられた目標を達成しながら、相手チームのプレイヤーを倒していく。制限時間やゴールの得点はカスタムゲームメニューで変更可能。
チームデスマッチ
相手チームのプレイヤーを倒していくもっともオーソドックスなゲームモード。先にキル数が50に到達したチームもしくは制限時間終了時にキル数がより多かったチームの勝利となる。
チーム目標マッチ
制限時間4分で以下からランダムに与えられた目的を相手チームより先に達成し、5ラウンド中3ラウンドを先取したチームもしくは制限時間終了時に得点がより多かったチームの勝利となる。
- 独占: 順番通りに5つの“テリトリー”を確保する。
- マスターバトル: 前半と後半で2つの“テリトリー”を奪い合う。累計で200秒確保すればゴール。
- テリトリー: 同時に3つの“テリトリー”を奪い合う。“テリトリー”をでてもカウントは続き、累計で300秒確保すればゴール。
- トレジャーハンター: “偶像”を奪い合う。累計で150秒確保すればゴール。
- マルチ・マークドマン: 敵チームのマークされた1人のプレイヤーを順番に5人倒す。

宝探し
相手チームのプレイヤーを倒しながら、“偶像”を自分たちのチームの宝箱まで運ぶ。宝箱まで運んだチームには得点が入る。決められた時間内にもっとも得点の高いチーム、もしくは先に得点が5に到達したチームの勝利となる。
バトルロワイヤル
すべてのプレイヤーが敵となる8人のデズマッチ。制限時間終了時にキル数がもっとも多かったプレイヤーもしくは先にキル数が15に到達したプレイヤーの勝利となる。
3チームデスマッチ
6人のプレイヤーが3チームに分かるデズマッチ。2つの敵チームのプレイヤーを倒していく。制限時間終了時にキル数がより多かったチームもしくは先にキル数が50に到達したチームの勝利となる。
ハードコアマッチ
チームデスマッチと同じルールだが、ブースターとメダルキックバックが使えないプレイヤーの実力が試されるゲームモード。
サバイバルマッチ
オンラインアップデート2.10にて追加されたモード。相手チームを全滅させることが目標。目標を達成すると得点が入り、先に3ポイント獲得したチームの勝ち。死亡した場合は　どちらかが全滅するまで復活できない（装備セットの変更などはできる）。
ラボ
サバイバルマッチ同様、オンラインアップデート2.10で追加された。オンラインサービス側がきめたルールに従ってプレイするモード。例としては、「標準装備が『Pistole』と『T-Bolt Sniper』のみ」など。

#### 協力プレイ
2もしくは3人のプレイヤーがお互いに協力し合いながら出現する敵(NPC)の波に耐え抜く。敵にやられると仲間に救助を求めることができる。
サバイバル
3人の協力モード。出現してくる敵(NPC)のウェーブを倒しながら、ランダムに与えられる目的を達成する。目的を達成するとラウンドクリアとなる。全部10でラウンドあり、すべてクリアすると、勝利となる。以下の目的が与えられる。対戦型のモードと同じマップを使うが、マップ「滑走路」などでみられるような「イントロ」はなく、中には使えないマップもある。
- サバイバル: 出現してくる敵を目標数倒すとラウンドクリア。
- サバイバトリー: 指定された一つの“テリトリー”を確保した状態で出現してくる敵を目標数倒すとラウンドクリア。
- ゴールデンラッシュ: 出現してくる敵を倒しながら2回“偶像”を宝箱まで運んだらラウンドクリア。

ミニミッション
短ムービーが入る3人の協力モード。ステージに出現してくる敵を倒しながら与えられる目的を達成する。目的を達成するとチェックポイントとなり、すべてのプレイヤーが指定された地点に集まると先のステージ進む。最後のステージをクリアすると勝利となる。マップは「ボルネオ」、「ロンドン地下」、「修道院」、「シリア」、「空港」の5つがあり、その順に宝の石像を探索するというストーリーの時系列という設定で並んでいるが、プレイするマップは順番と関係なくランダムに選ばれる。 操作キャラクターは各マップごとに決まっており、カスタムキャラクターなどは使用不可。「協力プレイ用追加シナリオ 1」を購入すると過去の作品に敵キャラクター「ラザレビッチ」、「フリン」、「エディー」が主役のマップ「砦」もプレイできるようになる。
ハンターアリーナ
2人対2人の対戦型協力モード。プレイヤーは交互にヒーローもしくはアウトローのいずれかのチームに入り、目的を達成する。ヒーローチームに当たった2人のプレイヤーは、協力して相手チームのプレイヤー入り混じった敵(NPC)を倒しながら、制限時間内にできるだけ多くの“偶像”を指定の宝箱まで運び得点を得る。アウトローチームに当たったプレイヤー2人は、指定の武器を使って“偶像”を運んでいるヒーローチームのプレイヤーを倒し、相手がチーム得点を得ることを阻止しようとする。両チームのプレイヤーが倒れても20秒後に相棒の近くで復活できる。制限時間が終了するとラウンド終了となり、チームが入れ替わる(計4回)。ラウンド4までもっとも得点の得たチームの勝利となる。

### マップ
| - イエメン (Yemen) - 滑走路 (Airstrip) - 古城 (Chateau) - シリア (Syria) - ロンドン地下 (London Underground) - 砂漠の村 (Desert Village) - 真鍮の都市 (City of Brass) - 遺跡 (Molten Ruins) - 施設 (Facility) - ハイライズ (Highrise) - 博物館 (Museum) - ラボマップ (Lab Map) | - ゴンパ (Sanctuary)※1 - 渓谷 (Cave)※1 - 砦 (Fort)※1 - シャングリラ (Lost City)※1 - 広場 (Plaza)※2 - 寺院 (Temple)※2 - 事故車両 (Train Wreck)※2 - 山間の村 (Village)※2 - 船の墓地 (Graveyard)※3 - 旧市街 (Old Quarter)※3 - オアシス (Oasis)※3 - ロンドン路地 (London Street)※3 - ドライドッグ (Dry Docks)※4 | 協力プレイミニミッションマップ - ボルネオ (Borneo) - ロンドン地下 (London Underground) - 修道院 (Monastery) - シリア (Syria) - 空港 (Airport) - 砦 (Fort)※5 |

※1:追加マップパック1をダウンロードする事で使用可能（無料）

※2:追加マップパック2をダウンロードする事で使用可能（無料）

※3:追加マップパック3をダウンロードする事で使用可能（無料）

※4:アップデート(バージョン1.1)で追加

※5:協力プレイ用追加シナリオ1を購入する事でプレイ可能

### ブースターとメダルキックバック
ブースターはキャラクターの能力を強化するスキルで、最大で2つ選べる。例えば、回復時間が短くなったり、“偶像”を運ぶスピードが速くなるものなどがある。
メダルキックバックは、マッチ中に獲得したメダルが一定の数に到達する際に発動できるようになる特別スキルである。ブースターとは違って時間制限がある一方、とても役に立つものが多い。中には特に制限時間がなく瞬時に特定の武器を得るだけのものもある。例えば、瞬時にスナイパーライフルを得たり、短時間の間クモの大群に変身したりするものなどがある。
ブースターとメダルキックバック両方とも対戦型用と協力プレイ用とでさまざまなものがあり、レベルが上がるにつれ徐々に解除されてゆき、カスタマイズ画面でその中から好きなものを選べる。なお、ハードコアマッチではいずれも無効となる。

### パワープレイ
ハードコア以外の対戦型のゲームモードで、負けているチームの挽回のチャンスとなるように一時的に有利となるような特別ルールが発動するシステム。発動中の間、勝っているチームは不利になるが、その代わりに相手チームのプレイヤー倒すたびに2倍の通貨を獲得できる。特別ルールはチームの得点差に応じて以下からランダムに適用される。得点が勝っていたチームを上回るか有効時間が経過するとパワープレイは終了する。
- マークドマン: 相手チームの1人がマークされ居場所がわかる。倒すとポイント3倍獲得。
- 呪い: 相手チームの全プレイヤーがスケルトン化し、誤射で仲間を倒した場合に2ポイントが与えられる。
- 敵に丸見え: 相手チームの居場所がわかる（復活直後は少しの間効果が現れない）。
- ダブルダメージ: 相手チームに与えるダメージが2倍になる。

### シネマ
コミュニティーメニュー内にある「シネマ」では、協力プレイ以外のマッチの映像情報が自動的に記録される。なお、ファイルは最後の20マッチのみ保存され、古い順から削除されていく。残しておきたいものは「保護」を選択することで保管できる。これはいわゆる映像を録画するものではなく、対戦中のプレイヤーの位置情報や動作などをすべて記録するものであるため、保存されたマッチは好きなプレイヤーの視点に合わせて再生可能となる。また、コントローラを使って視点（カメラ）を自由に動かすことも可能。この「シネマ」の機能を使って全作(UC2)と同様に上級プレイヤーの動きを確認したり、静止画を撮影できる。なお、今作では照明や色合いなどを変えて動画の撮影も行えるようになった。撮影した動画は直接YouTubeに投稿でき、コミュニティメニューで公開される。

### オープンベータテスト
6月28日から7月14日の間、アメリカを含む一部の地域でマルチプレイヤーオープンベータテストが実施された。その一部の地域のPlayStation Storeで配信された体験版をダウンロードして、システムに異常がないかを確認し、ノーティードッグのウェブサイトでアンケートをとった。日本では配信されなかったが、アメリカのアカウントを通してダウンロードして、プレイすることができた。ノーティードッグのCEOであるクリストフ・バレストラのツィートによると、北米でテストの参加者数が150万人を超えたという。

## 用語集
フランシス・ドレイク
実在したイングランド出身の私掠船船長、海軍提督。イギリス人初となる世界一周を成し遂げている。その航海で得た宝はエリザベス1世に献上されたが、実はそれとは別にフランシス卿が残している財宝があるとされており、その旅には謎も多く、その秘密を長年ネイトは追っており、その過程でマーロウら秘密結社と対峙することとなる。また、フランシス卿が死去した際、鉛の棺に納められ海中に沈められたとされる。この棺は現在も見つかっていないが、ネイトが見つけたところからアンチャーテッドシリーズのストーリーが始まった。マルチプレイにてある条件を達成すると"フランシス・ドレイク卿"として、ヒーローキャラクターで使用可能（ただし、白骨化している）。
砂漠のアトランティス
アード族が作ったとされる、「アラビアンナイト」や古代の書物に登場する幻の古代都市。円柱が数多く立ちならび、「円柱のイラーム」の名でも呼ばれる。映画『アラビアのロレンス』のトーマス・エドワード・ロレンスなど、著名な冒険家が追い求めたとされている。本作では、ネイトとサリーがこの幻の都市を探しに世界を飛び回る、壮大なアドベンチャーが繰り広げられる。
アトランティス（参考）
古代ギリシアの著書『ティマイオス』及び『クリティアス』の中で記述された、大陸と呼べるほどの大きさを持った島と、そこに繁栄した王国のことである。強大な軍事力を背景に世界の覇権を握ろうとしたものの、古代ギリシャの神ゼウスの怒りに触れて海中に沈められたとされている。神に滅ぼされた幻の古代都市という共通点から「砂漠のアトランティス」にこの語句が含まれる。
ブラインドショット
UCシリーズではサイトで照準せず(L1を押さず)に直に引き金を引くことをブラインドショットと呼ぶ。ただし、集弾率は著しく低下する。歩行中でも使用可能なためショットガンなど狙いを定めにくい一部の武器で有効活用できる。ガスボンベを投げた瞬間にピストルでブラインドショットをすると、瞬時に爆発する。また、物陰に隠れながら使用することもできる。
ジン(イフリート)
煙のない火から生まれた魔物。サリームによれば、ソロモン王によって真鍮の壺に閉じ込められ、イラームの奥地に封印されたが、それが原因で都市が滅亡したとされている(日本語版では直接「ジン」とは言及されてない)。マーロウ達はある目的のために、この魔物が封印されたと言われている真鍮の壺を狙っている。

## 追加コンテンツ

### マルチプレイ用スキン
スキン26体（2011年11月2日配信）
本作の発売と同時に追加コンテンツ第一弾としてマルテイプレイ用スキンがPlayStation Storeで配信開始された。前のシリーズで登場したキャラクターなどの、12体のヒーローキャラクターと14体のアウトローキャラクター、計26種類のスキンが別々で販売される。各販売価格は50円。
キルゾーン・トゥルーパー（2011年11月17日配信）
発売から15日後には新たなマルチプレイ用スキンとして、『KILLZONE 3』に登場するヘルガスト兵の一種である『キルゾーン・トゥルーパー』1体が追加された。販売価格は100円で通常のスキンの2倍。以前、全作「UC2」にも別の種類のヘルガスト兵士が登場する追加パックが配信されていたことがある。
ローグ・スキンパック 1・2 / 太っちょスキンパック（2012年2月7日配信）
発売から約1年経ったときには、ストーリーに登場した悪役達のスキンを収録したパック2つと、肥満体型のサリー、カッター、サリーム、ラムセス、エディを収録したパック1つが配信された。販売価格は各パック280円。

### マルチプレイ用マップ
マップパック 1（2012年1月19日配信）
マルチプレイ用マップ「ゴンパ」、「シャングリラ」、「渓谷」、「砦」の4つがセットになったパック。追加されるマップは、アンチャーテッド 黄金刀と消えた船団に登場したマップを収録している。建物は元のもののままであるが環境と外見が大きく変わっている。販売価格は1,000円だったが、パッチ2.16で無料化された。
マップパック 2（2012年2月23日配信）
マルチプレイ用マップ「広場」、「寺院」、「山間の村」、「事故車両」の4つがセットになったパック。こちらのマップもアンチャーテッド 黄金刀と消えた船団に登場したマップを収録している。環境の外見が大きく変わっている。販売価格は1,000円だったが、パッチ2.16で無料化された。
マップパック 3（2012年4月17日配信）
マルチプレイ用マップ「旧市街」、「オアシス」、「ロンドン路地」、「船の墓場」の4つがセットになったパック。こちらのマップは、これまでのMAP PACK 1、2とは異なり、本作特有のマップを収録している。販売価格は1,000円だったが、パッチ2.16で無料化された。

### マルチプレイ用モード
協力プレイ用追加シナリオ 1（2012年2月7日配信）
マルチプレイの協力ミニミッション追加シナリオ。チャプター名は「プレリュード砦」。過去の作品に登場した敵キャラクター「ラザレビッチ」、「フリン」、「エディー」を操る。販売価格は600円。
シェードサバイバル（2012年3月15日配信）
マルチプレイの協力ミニミッション追加モード。仲間と協力して、押し寄せる敵のシェード（本編にも登場した炎の幻影）を倒して生き延びる高難易度のウェーブ形式サバイバルゲーム。合計8ラウンドを生き残るとクリアとなり、比較的多くのポイントを入手できる。販売価格は600円。

## アップデート
バージョン1.01（2011年11月8日配信）
- 2011年11月に発売されたPlayStation 3専用3Dディスプレイ（CECH-ZED1J）を使った3D立体視モードでのプレイ時の不具合の修正

バージョン2.01（2011年12月5日配信）
- ストーリーモードのボーナスメニューにムービープレイヤーの機能を追加
- マルチプレイでブラインドショットやダッシュ時の移動のバランス調整
- 照準の反応速度を調整（ストーリーモードのオプションにて変更可能）

バージョン2.12（2012年8月10日配信）
- 大会モードを追加（チケットが必要。毎週チケットを10枚貰うことが可能）
- 新しいラボマップを追加
- 新しいトレジャーセットを追加
- レガシーのMAXレベルが5に変更
- 50個のトロフィーを追加（配信済みのマップパック毎に10個追加される）
- 新しいカスタムキャラクター用アイテム、およびジェスチャーを追加
- カスタムキャラクター用アイテムがインゲームストアより購入可能になる

バージョン2.16 (2013年10月30日配信)
- マルチプレイモード用最新マップ「ドライ・ドック」を追加
- マルチプレイモード用の追加マップを収録したマップパック1、マップパック2、マップパック3（各1,000円）を無料配信

## 国内プロデュース
日本向けのローカライズはPlayStation Vita専用ソフト『アンチャーテッド 地図なき冒険の始まり』とほぼ同時進行で行われ、共同作業で進められた。2人のプロデューサーが担当する珍しいケースで話によると、本作はSCEにとって非常に期待値が高い作品であったという。また、以前のタイトルに比べてセリフのバリエーションがかなり増え、他のゲームに比べて音声素材が多いとのこと。国内でのPR戦略として、ハリソン・フォードを起用した企画が立ち上げられ、テレビCMをはじめ、渋谷、新宿、池袋、新橋、秋葉原、東京などの東京と大阪の主要駅にて本作の広告キャンペーンが展開されるなど、国内における広告活動への注力が目立った。また、Amazon.co.jp、ゲオ、セブン-イレブン、ローソン、ファミリーマート、サークルKサンクスとタッグを組んだ店舗特典も行われた。

### テレビCM
SCEジャパンは、『インディ・ジョーンズ』などのアクションアドベンチャー映画の主人公として有名なハリソン・フォードを起用したテレビCMを10月22日より全国で順次放映開始した。本CMは大画面を目の前に『砂漠に眠るアトランティス』に夢中になるハリソン・フォードが、その冒険ストーリーに思わず嫉妬してしまうという設定となっている。キャッチコピーは「ゲームに嫉妬を覚えるなんて」で、ゲームをプレイした感想である「スゲェ。」はハリソン・フォード自身が書道で書いたものである。撮影後のインタビューで「直感的な操作感とグラフィックのクオリティ、そしてイマジネーション溢れる世界観に刺激的な体験をした」とコメントしている。

### アンチャTV
本作の発売を記念して、日本でのアンチャーテッドシリーズの知名度を上げるために企画されたミニテレビ番組。『黄金刀と消えた船団』の実際のゲーム画面を使ってテレビドラマ仕立てでゲームを紹介するもの。本篇中では、アンチャーテッドシリーズが好きな彼氏を演じる男性と、ゲームを普段はやらない彼女を演じる女性も登場する。他人がプレイしているゲーム画面を見るだけでも十分楽しめるアンチャーテッドの魅力を伝えることを目的としている。テレビ東京で10月3日から10月27日まで、毎週月曜日から木曜日まで、深夜0時53分から1時00分まで、計16回放送する。出演者は彼氏役の瑛光と彼女役の宮内かれん。

### 映画館での3DPV上映
7月29日から8月12日までの2週間、本作の3D立体視に対応したプロモーションビデオが、国内9つの映画館で、3D映画「トランスフォーマー/ダークサイド・ムーン」の上映前に公開された。3D立体視の魅力を伝えることを目的としている。

### ファンによる100の証言集
公式ホームページでは、100人の『アンチャーテッド』ファンのコメントが掲載されてあり、外のゲームが苦手な方でも十分楽しめる作品であることを伝えている。『モンスターハンター』シリーズの辻本良三や『地獄の軍団』の芝貴正といった有名ゲームデザイナーの証言も掲載されている。

## オリジナルDUALSHOCK 3
本作の発売を記念してオリジナルデザインを施したワイヤレスコントローラ(CEJH-15016)とソフトをセットにした『オリジナルDUALSHOCK 3 同梱版』も国内限定で発売されている。

## こぼれ話
本作に関わったピーター・フィールドによると、開発の際に「エレナ」を指定するコードで、「Elena」ではなく「Eleina」とスペルミスしてしまったという。しかし、コード内の全ての「Elena」が同様にミスしていたため、問題なく動作したという。コーダーが置換機能を使って修正しようと提案してきたが、それは拒否したらしい。